# Oposición fonológica
Una oposición fonológica es la relación existente entre dos sonidos que pueden aparecer en las mismas posiciones y cuya diferencia implica diferencias de significado. El conjunto de clases de equivalencia de sonidos en oposición fonológica es el inventario fonológico de una lengua.
Existen varias maneras de probar que existe oposición fonológica entre dos sonidos, una de las más claras es la existencia de pares mínimos:
casa : masa
taco : tapo
La primera de los anteriores pares mínimos implica que /k/ y /m/ son fonemas diferentes, la segunda implica que /k/ y /p/ son fonemas diferentes.
Una cosa que debe tenerse en cuenta es que en cada lengua los sonidos que entran en oposición son diferentes por ejemplo:
- En chino mandarín [p] y [b] no están en oposición, ya que más bien ambos sonidos se perciben como variantes del mismo sonido /p/.
- Por otra parte en inglés [pʰ] (pin 'alfiler') y [p] (spin 'girar') son variantes del mismo fonema, el primero ocurre en posición inicial y el segundo en posición no inicial, pero en cambio en chino mandarín existe oposición fonológica entre /pʰ/ (pán clasificador de objetos redondos) y /p/ (bàn 'mitad').